# Heterotaxis
Genre
Heterotaxis est un genre d'orchidées épiphytes comptant une quinzaine d'espèces originaires d'Amérique Centrale et d'Amérique du Sud.

## Synonymes
- Dicrypta Lindl.
- Marsupiaria Hoehne
- Pentulops Raf.
- Maxillaria sect. Heterotaxis (Lindl.) Brieger
- Maxillaria sect. Iridifolieae Pfitzer

## Liste d'espèces
- Heterotaxis brasiliensis (Brieger & Illg) F.Barros - Brésil
- Heterotaxis discolor (Lodd. ex Lindl.) Ojeda & Carnevali - Belize, Nicaragua, Venezuela, Guyanas, Bolivie, Brésil, Bolivie, Pérou, Équateur
- Heterotaxis equitans (Schltr.) Ojeda & Carnevali - Venezuela, Suriname, Guyana, Bolivie, Brésil, Bolivie, Pérou, Équateur
- Heterotaxis fritzii Ojeda & Carnevali - Équateur
- Heterotaxis maleolens (Schltr.) Ojeda & Carnevali - Chiapas, Amerique centrale
- Heterotaxis microiridifolia (D.E.Benn. & Christenson) Ojeda & Carnevali - Peoru
- Heterotaxis santanae (Carnevali & I.Ramírez) Ojeda & Carnevali - Brésil, Équateur, Venezuela
- Heterotaxis schultesii Ojeda & G.A.Romero - Brésil, Colombie
- Heterotaxis sessilis ((Sw.) F.Barros syn. Heterotaxis crassifolia - dispersé du Mexique et la Floride jusqu'au sud du Brésil
- Heterotaxis superflua (Rchb.f.) F.Barros - Brazil, Venezuela, Guyanas, Bolivie, Équateur, Pérou
- Heterotaxis valenzuelana (A.Rich.) Ojeda & Carnevali  - Amerique centrale, Cuba, Venezuela, Colombie, Équateur, Brésil
- Heterotaxis villosa (Barb.Rodr.) F.Barros - Brésil, Venezuela, Guyanas, Bolivie, Équateur, Pérou, Colombie
- Heterotaxis violaceopunctata (Rchb.f.) F.Barros - Brésil, Venezuela, Guyanas, Équateur, Pérou, Colombie